# Hanna (Lublin)
Pour les articles homonymes, voir Hanna.
Hanna (prononciation [ˈxanna]) est un village de la gmina de Hanna, du powiat de Włodawa, dans la voïvodie de Lublin, situé dans l'Est de la Pologne.
Il est le siège administratif (chef-lieu) de la gmina rurale de Hanna.
Hanna se situe à environ 19 kilomètres au nord de Włodawa (siège du powiat) et 83 kilomètres au nord-est de Lublin (capitale de la voïvodie).
Sa population s'élevait à 763 habitants en 2008.

## Administration
De 1975 à 1998, le village est attaché administrativement à l'ancienne voïvodie de Biała Podlaska.

Depuis 1999, il fait partie de la nouvelle voïvodie de Lublin.